# Isabelle Pinçon
 (septembre 2022).
Si vous disposez d'ouvrages ou d'articles de référence ou si vous connaissez des sites web de qualité traitant du thème abordé ici, merci de compléter l'article en donnant les références utiles à sa vérifiabilité et en les liant à la section « Notes et références ».
Pour les articles homonymes, voir Pinçon.
Isabelle Pinçon, née le 24 janvier 1959 à Jijel en Algérie est une poétesse française.

## Biographie
Isabelle Pinçon née le 24 janvier 1959 à Jijel en Algérie est psychologue clinicienne. Elle vit à Lyon. En 2000, elle s'installe dans la région nantaise. Elle publie dans de nombreuses revues de poésie, des anthologies et des livres d’artistes. Elle publie son premier ouvrage de poésie en 1994. Elle est invitée dans le cadre du Printemps des poètes en Indonésie en 2004, en Algérie en 2006.
La pièce Encore plus demain qui reprend trois recueils d'Isabelle Pinçon est mise en scène par Arnaud Chéron en novembre 2005.

## Publications
- Emmanuelle vit dans les plans, Cheyne, 1994
- C’est curieux, Cheyne, 1995
- Au village, VR/SO, 1995
- Mort et Vif, Le Dé Bleu, 1996
- On passe à autre chose, L’escalier de poche, 1997
- Je vous remercie merci, Le bruit des autres, 1999
- Ut, Le Dé Bleu, 2001
- Vous non pas, Le bruit des autres, 2004
- Zouve, Le bruit des autres, 2004
- Lhommequicompte, journal un peu vrai, Cheyne, 2006
- Lapetitegens, Cheyne Éditeur, 2019
- Ici Algérie, Vénissieux, La passe du vent, 2020
- La Maison étymologique, Châteauroux-les-Alpes, Gros Textes, 2022
- Homme parfait, Nantes, L’œil ébloui, 2022

## Prix et distinctions
- Prix Roger-Kowalski, pour Emmanuelle vit dans les plans, 1994[3]
- prix littéraire de la nouvelle du Mans, 1995[4]